# 北海道道1132号函館臨空工業団地線
北海道道1132号函館臨空工業団地線（ほっかいどうどう1132ごう はこだてりんくうこうぎょうだんちせん）は、北海道函館市内を結ぶ一般道道（北海道道）である。

## 概要

### 路線データ
- 起点：北海道函館市東山町（函館臨空工業団地）
- 終点：北海道函館市日吉町3丁目（北海道道100号函館上磯線交点）
- 総延長：4.261 km
- 実延長：4.248 km
- 重用延長：0.013 km

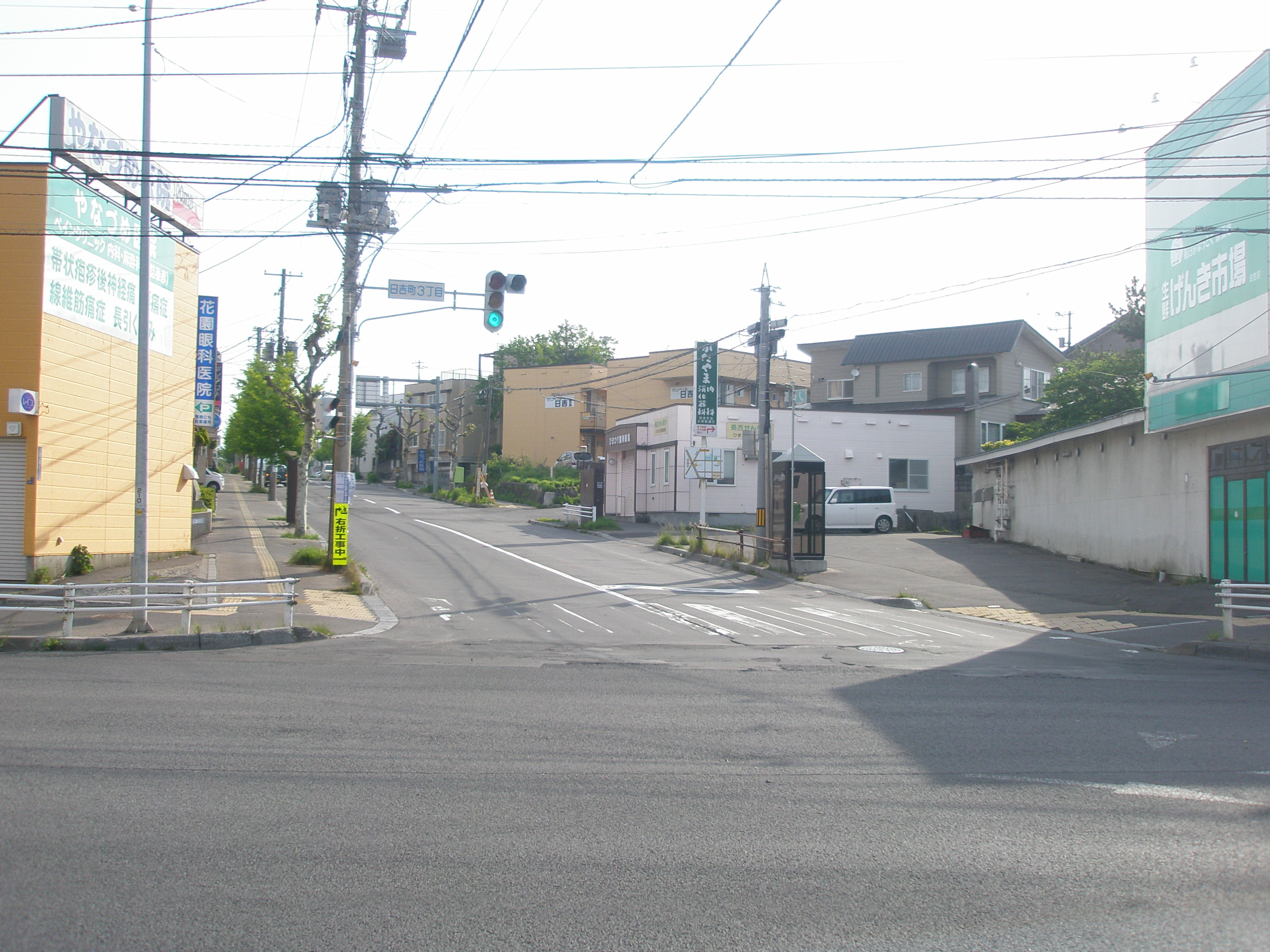
北海道道1132号函館臨空工業団地線・終点（北海道道100号函館上磯線側から）

## 歴史
- 1994年（平成6年）10月12日 - 路線認定[1]。
- 2021年（令和3年）3月28日 - 函館新外環状道路日吉IC開通。

## 路線状況

### 別名
- 日吉が丘通（日吉町）

## 地理

### 通過する自治体
- 渡島総合振興局
  - 函館市

### 交差する道路
函館市
- 函館新外環状道路日吉IC - 日吉町4丁目
- 北海道道100号函館上磯線 - 日吉町3丁目（終点）

### 沿線にある施設など
函館市
- 函館日吉四郵便局 - 日吉町4丁目5-18
- 函館市立北日吉小学校 - 日吉町4丁目5-5
- セブン-イレブン函館日吉が丘店 - 日吉町3丁目17-20